# Граф де Алькаудете

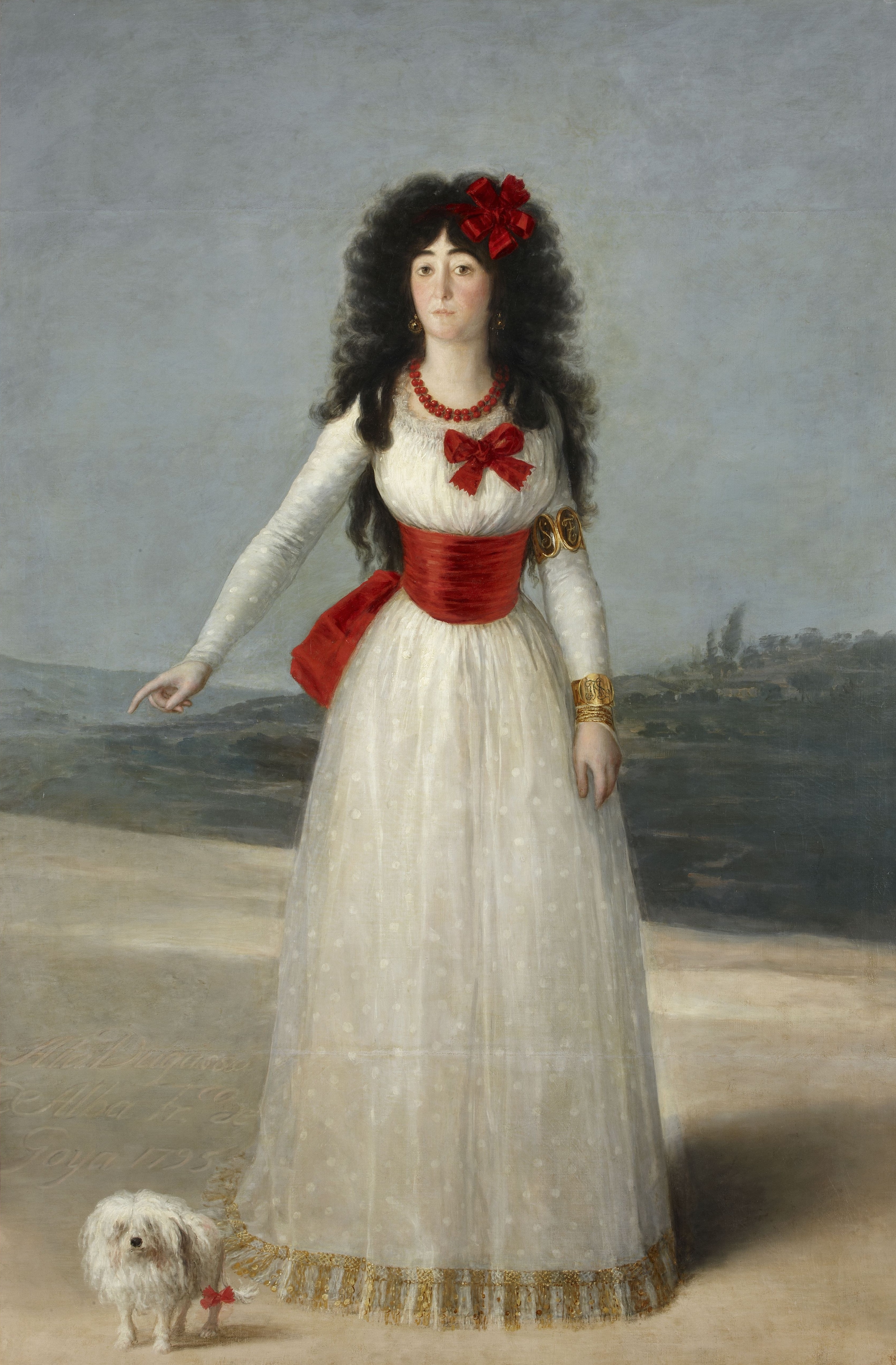
Мария дель Пилар Тереса Каэтана де Сильва и Альварес де Толедо, 13-я герцогиня де Альба, 13-я графиня де Алькаудете (1762—1802)

Граф де Алькаудете — испанский дворянский титул. Он был создан в 1529 году королем Испании Карлосом I для Мартина Альфонсо Фернандеса де Кордовы, сына 5-го сеньора де Алькаудете.
Название графского титула происходит от названия города Алькаудете в провинции Хаэн (Андалусия).

## Сеньоры де Алькаудете
- Альфонсо Фернандес де Монтемайор, 1-й сеньор де Алькаудете;
- Мартин Альфонсо Фернандес де Кордова, 2-й сеньор де Алькаудете;
- Альфонсо Фернандес де Кордова, 3-й сеньор де Алькаудете;
- Мартин Альфонсо Фернандес де Кордова и Монтемайор, 4-й сеньор де Алькаудете;
- Альфонсо Фернандес де Кордова, 5-й сеньор де Алькаудете.

## Графов Алькаудете
- Мартин Алонсо Фернандес де Кордова, 1-й граф Алькаудете;
- Альфонсо Фернандес де Кордова, 2-й граф Алькаудете;
- Альфонсо Фернандес де Кордова, 3-й граф Алькаудете;
- Франсиско Фернандес де Кордова, 4-й граф Алькаудете;
- Антония Мария Фернандес де Кордова, 5-я графиня де Алькаудете;
- Анна Моника Фернандес де Кордова-и-Суньига, 6-я графиня де Алькаудете;
- Мануэль Хоакин Альварес де Толедо, 7-й граф Алькаудете, (8-й граф де Оропеса);
- Винсенте Педро Альварес де Толедо Португаль, 8-й граф Алькаудете, (маркиз де Харандилья);
- Педро Висенте Альварес де Толедо Португаль, 9-й граф Алькаудете, (6-й маркиз де Фречилья и Вильяррамьель);
- Анна Мария Альварес де Толедо Португаль, 10-я графиня де Алькаудете;
- Мария Анна Лопес Пачеко и Альварес де Толедо Португаль, 11-я графиня де Алькаудете, (11-я маркиза де Вильена);
- Франсиско де Паула де Сильва и Альварес де Толедо, 12-й граф Алькаудете;
- Мария-Тереза де Сильва Альварес де Толедо, 13-я графиня де Алькаудете, (13-я герцогиня де Альба);
- Диего Пачеко Тельес-Хирон Гомез Сандоваль, 14-й граф Алькаудете, (13-й герцог де Эскалона);
- Бернардино Фернандес де Веласко, 15-й граф Алькаудете, (14-й герцог де Фриас);
- Хосе Мария Бернардино Сильверио Фернандес де Веласко и Хаспе, 16-й граф де Алькаудете, 12-й маркиз де Фромиста;
- Бернардино Фернандес де Веласко и Бальфе, 17-й граф Алькаудете;
- Хосе Фернандес де Веласко и Сфорца, 18-й граф Алькаудете, 20-й граф де Аро;
- Анхела Мария Тельес-Хирон и Дуке де Эстрада, 19-я графиня де Алькаудете (16-й герцогиня де Осуна).
- Анхела Мария де Солис-Бомонт и Тельес-Хирон, 20-я графиня де Алькаудете, 17-я герцогиня де Осуна.